# Ernest Bisanz
Ernest Bisanz (ur. 18 stycznia 1884 we Lwowie, zm. 18 października 1945) – podpułkownik inżynier saperów Wojska Polskiego II RP i Polskich Sił Zbrojnych.

## Życiorys
Ernest Bisanz urodził się 18 stycznia 1884 we Lwowie. Był wyznania ewangelickiego. W 1905 w C. K. I Gimnazjum w Przemyślu ukończył z odznaczeniem VIII klasę oraz zdał egzamin dojrzałości (w tej szkole uczyli się wówczas także Ewald Bisanz, ur. 1888, późniejszy kapitan rezerwy wojsk kolejowych Wojska Polskiego oraz Alfred Bisanz 1890–1951, późniejszy oficer wojsk ukraińskich). Następnie ukończył studia z tytułem inżyniera. Od 1912 należał do Towarzystwa Politechnicznego we Lwowie. W drugiej dekadzie XX wieku pracował w Wydziale Krajowym.
Po zakończeniu I wojny światowej, jako były oficer c. i k. armii został przyjęty do Wojska Polskiego i zatwierdzony do stopnia porucznika. Został awansowany na stopień podpułkownika w korpusie inżynierii i saperów ze starszeństwem z dniem 1 czerwca 1919. W 1923 jako oficer nadetatowy 6 pułku saperów z Przemyśla był drugim oficerem w Szefostwie Inżynierii i Saperów Dowództwa Okręgu Korpusu Nr X w tym samym mieście. W 1934 jako podpułkownik przeniesiony w stan spoczynku był przydzielony do Oficerskiej Kadry Okręgowej nr VI jako oficer w dyspozycji dowódcy O.K. VI, pozostawał wówczas w ewidencji Powiatowej Komendy Uzupełnień Lwów Miasto. Do 1939 figurował pod adresem ulicy Wałowej 3 we Lwowie.
Podczas II wojny światowej był oficerem Polskich Sił Zbrojnych w stopniu podpułkownika. Zmarł 18 października 1945. Został pochowany na brytyjskim cmentarzu wojennym w Ramleh w Palestynie (miejsce C-11-4).

## Odznaczenie
- Krzyż Walecznych